# TSM (esport)
TSM, anciennement Team SoloMid, est une organisation américaine de sport électronique notamment connue pour son équipe de League of Legends.
Elle a été créée en septembre 2009 par Andy « Reginald » Dinh.

## Histoire
Le 4 juin 2021, l'équipe signe un accord de droit de dénomination avec FTX Trading Limited et West Realm Shires Services Inc, entreprises spécialisées dans les crypto-monnaies, pour un montant de 210 millions de dollars. L'équipe est renommée Team SoloMid FTX.

## Divisions actuelles

### Apex Legends
Le 6 mars 2019, Team SoloMid recrute sa première équipe sur Apex Legends, composée de trois joueurs de battle royale expérimentés, Phillip « ImperialHal » Dosen, Jose « ProdigyAces » Soto, et Taylor « THump » Humphries.
| \| Nat. \| Pseudo \| Nom \| Rôle \| Date d'entrée \| \| ---- \| ----------- \| ------------- \| ------- \| ----------------- \| \| \| ImperialHal \| Phillip Dosen \| IGL* \| 6 mars 2019 \| \| \| Verhulst \| Evan Verhulst \| Frager \| 1er décembre 2021 \| \| \| Reps \| Jordan Wolfe \| Support \| 26 juin 2019 \| |             |               |         |                   |
| Nat. | Pseudo      | Nom           | Rôle    | Date d'entrée     |
| | ImperialHal | Phillip Dosen | IGL*    | 6 mars 2019       |
| | Verhulst    | Evan Verhulst | Frager  | 1er décembre 2021 |
| | Reps        | Jordan Wolfe  | Support | 26 juin 2019      |

### Hearthstone
| \| Nat. \| Pseudo \| Nom \| Rôle \| Date d'entrée \| \| ---- \| ----------- \| ---------------- \| ------------------- \| --------------- \| \| \| Kripparrian \| Octavian Morosan \| Vidéaste / Streamer \| 19 janvier 2015 \| |             |                  |                     |                 |
| Nat. | Pseudo      | Nom              | Rôle                | Date d'entrée   |
| | Kripparrian | Octavian Morosan | Vidéaste / Streamer | 19 janvier 2015 |

## Anciennes divisions

### Counter-Strike: Global Offensive
Le 25 janvier 2015, les joueurs danois jusque-là chez Team Dignitas rejoignent Team SoloMid. Après quasiment un an, les joueurs annoncent avoir quitté la structure. Ils formeront Astralis.

### Rocket League
Le 4 janvier 2019, TSM recrute les joueurs de l'équipe We Dem Girlz, Remco « remkoe » den Boer, Jordan « Eyeignite » Stellon et Otto « Metsanauris » Kaipiainen. Le 4 août, après plusieurs mois de résultats décevants et en dépit d'une seconde place encourageante à la Dreamhack Dallas, Eyeignite est remplacé par Yanis « Alpha54 » Champenois.

### League of Legends
Team SoloMid jouait les League of Legends Championship Series.
Le 26 avril 2020, l'équipe annonce le retour le retour de Yiliang « Doublelift » Peng dans la structure, après 3 ans chez Team Liquid. L'équipe remporte son premier split en LCS depuis 2017 lors du Summer Split. Aux championnats du monde, TSM réalise la pire performance de l'histoire de la compétition pour le premier seed d'une région en ne remportant aucun match. À la suite de ce fiasco, Søren « Bjergsen » Bjerg prend sa retraite de joueur et devient l'entraîneur de l'équipe. Il est remplacé en tant que Mid de l'équipe par Tristan « PowerOfEvil » Schrage.

En avril 2023, la structure considère la vente de son slot en LCS, vente qui sera effectuée en septembre 2023. Le slot sera ainsi vendu à l'équipe Shopify Rebellion pour la somme de 10 millions de dollars,. L'équipe quitte donc le championnat après sept titres de champion des LCS remportés en dix ans, entre 2013 et 2023.
| Nat. | Pseudo   | Nom            | Rôle     | Date d'entrée    |
| ---- | -------- | -------------- | -------- | ---------------- |
|      | Huni     | Heo Seung-hoon | Top      | 30 novembre 2020 |
|      | Spica    | Mingyi Lu      | Jungle   | 27 mai 2020      |
|      | Maple    | Huang Yi-Tang  | Mid      | 4 mai 2022       |
|      | Tactical | Edward Ra      | AD Carry | 20 novembre 2021 |
|      | Shenyi   | Wei Zi-Jie     | Support  | 3 mars 2022      |

|  | Chawy | Wong Xing Lei | Entraîneur | 9 décembre 2021 |

## Palmarès
- League of Legends : 7 Titres de champion des LCS : 2013 Spring, 2014 Summer, 2015 Spring, 2016 Summer, 2017 Spring, 2017 Summer, 2020 Summer, 2021 Summer.

Six invitational world champion 2022